# Andreas Heckmair
Andreas Heckmair, meglio noto come Anderl (Monaco di Baviera, 12 ottobre 1906 – Oberstdorf, 1º febbraio 2005), è stato un alpinista tedesco.

## Biografia
Guida alpina e realizzatore di diverse importanti salite su roccia, è uno dei quattro alpinisti che hanno salito, per la prima volta, il 24 luglio 1938, la tristemente famosa, per i numerosi alpinisti caduti nel tentativo di conquistarla, parete nord dell'Eiger (Alpi Bernesi, Svizzera). Heckmair, ed il compagno di cordata Ludwig Vörg, attaccarono la parete nord dell'Eiger il pomeriggio del 20 luglio 1938 e, la mattina del 21, appena svegliati dal bivacco notturno, furono raggiunti dalla cordata formata dagli austriaci Fritz Kasparek e Heinrich Harrer. Temendo un peggioramento del tempo, Heckmair e Vörg decisero di scendere, mentre Kasparek e Harrer proseguirono quando, la mattina del 22 luglio, poco sotto il cosiddetto "bivacco della morte" furono raggiunti da Heckmair e Vörg, nel frattempo ripartiti, quella mattina stessa, dalla base della parete.
I quattro alpinisti si unirono in cordata unica il 23 luglio fino al raggiungimento della cresta sommitale (da "Il Ragno Bianco" di H.Harrer). Heckmair fu senz'altro il leader della cordata formata dai quattro, che condusse sempre in testa fino alla vetta. È inoltre opinione comune che decisiva fu la scelta dell'attrezzatura selezionata da Heickmair-Vörg, in particolare i ramponi a dodici punte, dei quali, invece, i due austriaci erano sprovvisti (Kasparek aveva dei ramponi classici a 10 punte, senza punte frontali, e Harrer aveva solo degli scarponi chiodati, senza ramponi).
Dopo il successo dell'Eiger Heckmair fu utilizzato, insieme ai tre compagni, dalla propaganda nazista, che esaltò l'impresa fino ad organizzare un incontro dei tre alpinisti con Hitler.La seconda guerra mondiale trova Heckmair sul fronte orientale dal quale rientra dopo alcuni mesi per assumere la funzione di istruttore di alpinismo dell'esercito, fino alla conclusione della guerra. Dopo la guerra Heckmair lavorò fra l'altro come guida alpina e scrisse numerosi libri. Per tutta la vita Heckmair fu accompagnato dal successo dell'Eiger, che descrisse in varie conferenze (da "Eiger" di R.Rettner).